# زمین‌چهر رودی‌یخچالی
زمین‌چهر رودی‌یخچالی (انگلیسی: Fluvioglacial landform) یا زمین‌چهر یخچالی‌رودی (glaciofluvial landforms). به زمین‌چهرهایی گفته می‌شود که در نتیجه فرسایش و نهشته‌گذاری ناشی از آب ذوب‌شده از یخچال‌های طبیعی شکل می‌گیرند. یخچال‌های طبیعی مقادیر زیادی رسوب معلق را حمل می‌کنند که بخش عمده‌ای از آن از بستر زمین زیر یخچال برداشته می‌شود. زمین‌چهرها از طریق فرایندهایی مانند کندن یخچالی، سایش و فعالیت آب ذوب‌شده، توسط یخچال‌ها فرسایش می‌یابند. آب ذوب‌شده یخچالی از طریق فرایندهای مکانیکی و شیمیایی به فرسایش سنگ بستر کمک می‌کند.
فرایندهای یخچالی‌رودی می‌توانند بر روی سطح و درون یخچال رخ دهند. نهشته‌هایی که درون یخچال ته‌نشین می‌شوند، پس از ذوب کامل یا عقب‌نشینی بخشی از یخچال نمایان می‌شوند. زمین‌چهرهای یخچالی‌رودی و سطوح ناشی از فرسایش شامل دشت برون‌شستی، پشته یخچالی، دیگچال، مارتپه، سال‌چینه و دریاچه پیش‌یخچالی هستند.
جریان‌های آب ذوب‌شده توسط یخچال‌ها به‌ویژه در فصول گرم‌تر تشکیل می‌شوند. برخی از این جریان‌ها بر روی سطح یخچال (جریان‌های بالای یخچالی) و برخی در زیر سطح یخچال (جریان‌های زیر یخچالی) جریان دارند. در محل تماس یخچال و سطح زیرین آن، وزن عظیم یخچال باعث ذوب یخ و تولید جریان‌های آب ذوب‌شده زیر یخچالی می‌شود. این جریان‌ها که تحت فشار زیاد و با سرعت بالا حرکت می‌کنند، همراه با وزن عظیم یخچال، می‌توانند در چشم‌اندازها فرسایش ایجاد کرده و رسوبات را از سطح زمین جدا کنند. این رسوبات در طول پیشروی یخچال حمل می‌شوند و در فصول گرم‌تر که یخچال کاهش می‌یابد و عقب‌نشینی می‌کند، به‌صورت زمین‌چهرهای نهشته‌ای برجای می‌مانند. این دو فرایند پیشروی و عقب‌نشینی قادرند چشم‌انداز را به‌طور قابل‌توجهی تغییر دهند و مجموعه‌ای از زمین‌چهرها را برجای بگذارند که اطلاعات ارزشمندی دربارهٔ حضور و رفتار یخچال‌های گذشته ارائه می‌دهند. زمین‌چهرهای حاصل از این فرایندها شامل یخ‌رفت، پشته یخچالی، دیگچال، پشته یخ‌رفتی، تپه یخچالی، دشت و دریاچه پیش‌یخچالی هستند.

## نهشته‌ها

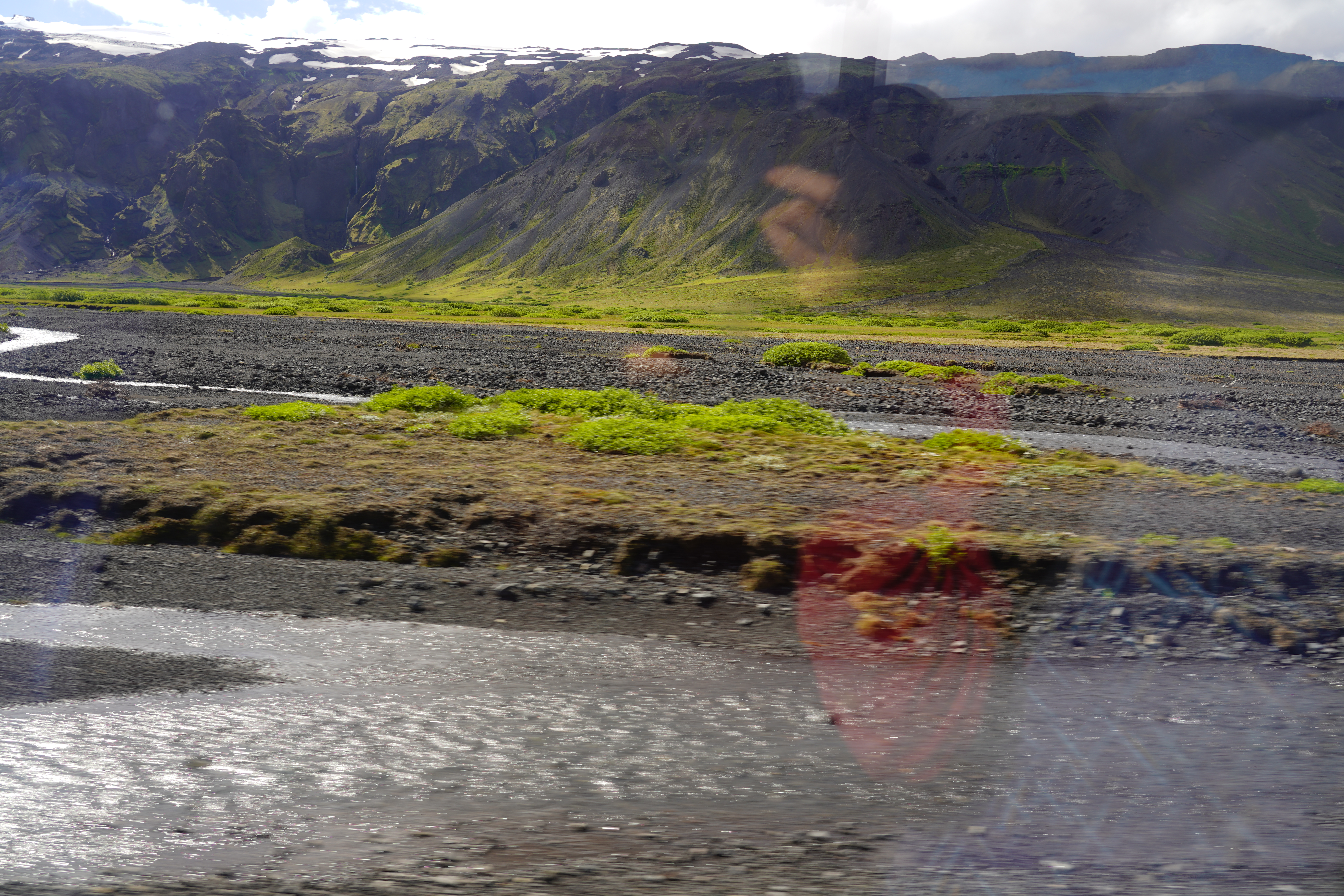
ترسمور، دشت برون‌شستی یخچالی

نهشته‌های یخچالی‌رودی یا رسوبات یخچالی‌رودی شامل تخته‌سنگ، شن، ماسه، لای و رس ناشی از یخسارها یا یخچال طبیعیها هستند.
این رسوبات توسط جریان‌های آب حمل شده، جورشدگی  یافته و نهشته‌گذاری می‌شوند.
نهشته‌ها در کنار، زیر یا پایین‌دست یخچال‌ها تشکیل می‌شوند.
آن‌ها شامل پشته یخچالی، تراس‌های کام و پشته یخ‌رفتی هستند که در تماس با یخ شکل می‌گیرند، و همچنین مخروط‌افکنه برون‌شستی و دشت برون‌شستی که در حاشیه یخچال‌ها تشکیل می‌شوند.
معمولاً رسوبات برون‌شستی توسط جریان‌های سریع و متلاطم رودخانه‌ای‌یخچالی حمل می‌شوند، اما در برخی مواقع، این رسوبات در نتیجه سیل طغیانی فاجعه‌بار جابه‌جا می‌شوند.
ذرات بزرگ‌تر مانند تخته‌سنگ‌ها و سنگ‌ریزه‌ها در نزدیکی حاشیه یخچال ته‌نشین می‌شوند، در حالی که ذرات ریزتر در فواصل دورتری حمل می‌شوند و گاهی وارد دریاچه‌ها یا اقیانوس می‌شوند.
این رسوبات توسط فرایندهای رودخانه‌ای دسته‌بندی می‌شوند.
آن‌ها با یخ‌نهشته متفاوت‌اند، زیرا یخ‌نهشته‌ها توسط خود یخ یخچال جابه‌جا و ته‌نشین می‌شوند و فاقد جورشدگی هستند.